# Bolo pretu
Bolo pretu (Nederlands: zwarte taart) is een vruchtentaart afkomstig uit de Caraïben. De taart wordt zowel voor als na het bakken in alcoholische drank gedrenkt. Het maken van de taart vergt tijd, van twee weken tot maanden. Bolo pretu wordt met name bij speciale gelegenheden (bijvoorbeeld huwelijken en doopsels) geserveerd in kleine stukjes.

## Ingrediënten
Van bolo pretu bestaan verschillende recepten, maar allemaal bevatten ze rum, pruimen, dadels, rozijnen, krenten, vijgen, amandelen en sukade.